# 真崎義博
真崎 義博（まさき よしひろ、1947年9月23日-）は、日本の翻訳家。

## 人物
1960年代後半、明治大学文学部英米文学科在学中に「ボロディラン」の名でシンガーソングライターとして活動。1972年から翻訳家として活躍。

## 経歴
東京都生まれ。1960年代、中学生の頃からジャズ喫茶に入り浸り、ジョン・コルトレーンを知る。
明治大学在学中、カレッジフォーク全盛の東京で、高田渡、遠藤賢司、南正人、金子章平（後に音楽プロデューサーとして活躍）らと東京で「アゴラ」という日本語のフォーク・ソングのチームに参加。1968年8月に京都で行われた第3回フォークキャンプに「ボロディラン」の変名で出演した。単独で「いやなおまえ」、「カラス」、金延幸子と「アリス」を歌い、その音源がレコード化、CD化されている。この頃、中山ラビと出会っているとされる。
大学卒業後、1972年の「未開社会における性と抑圧」（B・マリノウスキー著、社会思想社）を皮切りに、同年「呪術ドン・ファンの教え」（カルロス・カスタネダ著、二見書房）を翻訳。音楽評論家のポール・ウィリアムズ「ニューヨーク・ブルース」（音楽之友社、1975年）なども翻訳した。
1978年から、ジョー・エスターハズの「フィスト」を手始めに、海外ミステリー作品の翻訳を手がけるようになった。訳書には、ウィリアム・L・デアンドリア『ホッグ連続殺人』（ハヤカワ文庫）、アガサ・クリスティー「ポアロ登場」 （ハヤカワ文庫）、デイヴィット・グーディス「ピアニストを撃て」（ハヤカワ・ポケット・ミステリ）といった話題作もあり、ミステリー小説の翻訳家として定着しているだけでなく、ヘンリー・D・ソロー『森の生活』なども手がけている。
現在は、翻訳専門学校でゼミの指導者としても活躍している。

## エピソード
- 学生時代から、ボブ・ディランの楽曲の訳詞も手がけていた。中山容が1番を訳し、その後、真崎とエブロ＝メロンが書き足し、真崎が歌ったボブ・ディランの「プレイボーイ、プレイガール」は、新宿フォークゲリラが歌い、フォーク・キャンパーズなどがカバーしてさらに歌詞が変わっていった[6]。中川五郎作詞・高石友也作曲の「受験生のブルース」の歌詞は、ボブ・ディランの「ノース・カントリー・ブルース」を真崎が翻訳した「炭鉱町のブルース」[7]をもとに中川が替え歌としてつくったものだという[8]。
- ボブ・ディラン楽曲の歌詞の翻訳家で詩人、関西フォークの仕掛人といわれる中山容らがつくった京都の喫茶店「ほんやら洞」開店当時の1972年頃、中尾ハジメと京都市内で共同生活を送り、片桐ユズルらと交流していた[9]。
- 1997年3月30日、高田渡と中山ラビが呼びかけた中山容を「偲ぶ会」に参席した。会には「アゴラ」時代の仲間である遠藤賢司も顔を見せ、演奏を披露した[10]。

## 翻訳
- 『未開社会における性と抑圧』（マリノウスキー、阿部年晴共訳、社会思想社） 1972
- 『ニューヨーク・ブルース』（ポール・ウィリアムズ、音楽之友社） 1975
- 『河の旅、森の生活』（レイモンド・マンゴー、片岡義男共訳、角川文庫） 1977
- 『フィスト』（ジョー・エスターハス、サンリオ） 1978
- 『殺しのあとで愛を』（スーザン・アイザックス、サンリオ） 1979
- 『紺碧の嘆き』（ジョン・D・マクドナルド、早川書房、世界ミステリシリーズ） 1979
- 『死の統計』（トマス・チャスティン、サンリオ） 1979年、のちサンリオ文庫、ハヤカワ文庫
- 『ディアハンター』（E・M・コーダー、サンリオ） 1979年
- 『死はつぐないを求める』（ジョゼフ・ハンセン、早川書房、世界ミステリシリーズ） 1980
- 『マグダラの古文書』（バーバラ・ウッド、サンリオ） 1980
- 『あるチョッパーの死 イージーライダーズ傑作選』（イージーライダーズ誌編、小林宏明共訳、二見書房、サラ・ブックス） 1981
- 『ギャンブラー』（レナード・ワイズ、早川書房） 1981
- 『シンシナティ・ブルース』（ジョナサン・ヴェイリン、早川書房） 1981
- 『新訳・森の生活 ウォールデン』（ヘンリー・D・ソロー、JICC出版局） 1981、のち宝島社文庫
- 『汝殺すなかれ』（ローレンス・サンダーズ、早川書房） 1981、のち文庫
- 『リンゴを喰う虫』（レスリイ・ウォラー、サンリオ） 1981
- 『ジャズの音楽的基礎入門』（エイヴリル・ダンクワース、音楽之友社） 1983年
- 『謎とき 埋蔵した財宝は君のものだ!』（ショーン・ケリー他、二見書房、サラ・ブックス） 1983
- 『妖精の宝箱 謎を解くのはあなただ』（ショーン・ケリー他、二見書房、サラ・ブックス） 1983
- 『L.A.でバッド・ラック』（マリ・シンクレア、ハヤカワ・ミステリ文庫） 1984
- 『最後の惑星戦争』（ダグラス・ヒル、ポプラ社、ポプラ社のSF冒険文庫） 1985
- 『暗黒城の魔術師』（J・H・ブレナン、二見書房、サラ・ブックス、アドベンチャー・ブック） 1985
- 『魔界の地下迷宮 ドラゴン・ファンタジー3』（J・H・ブレナン、二見書房、サラ・ブックス、アドベンチャー・ブック） 1985
- 『七つの奇怪群島 ドラゴン・ファンタジー4』（J・H・ブレナン、二見書房、サラ・ブックス、アドベンチャー・ブック） 1986
- 『孤高の暗殺者』（ボブ・ライス、ハヤカワ文庫） 1986
- 『魔女のかくれ家』（ディクスン・カー、ポプラ社、ポプラ社文庫、怪奇・推理シリーズ） 1986
- 『暗闇の道』（ジョゼフ・ヘイズ、サンケイ文庫） 1987
- 『潜行』（スチュアート・ウッズ、早川書房） 1987、のち文庫
- 『ただでは乗れない』（ラリー・バインハート、ハヤカワ・ミステリ文庫） 1987
- 『幻し城の怪迷路 アドベンチャー・ゲーム』（J・H・ブレナン、二見書房、サラ・ブックス、ドラゴン・ファンタジー） 1987
- 『悪の変奏曲』（トマス・マクスウェル、早川書房、The Mysterious Press） 1988
- 『ノスタルジア・キルズ』（ロバート・ウェストブルック、ハヤカワ・ミステリ文庫） 1989
- 『ビッグ・ゲーム』（レナード・ワイズ、早川書房） 1989
- 『見返りは大きい』（ラリー・バインハート、ハヤカワ・ミステリ文庫） 1989
- 『レッド・デルタ浮上す』（ジョン=アレン・プライス、光文社文庫） 1989
- 『アイランド・オヴ・スティール』（スティーヴン・P・コーエン、早川書房） 1990
- 『裏切りのキス』（ジム・シーニ、ミステリアス・プレス文庫） 1990
- 『大魚の一撃』（カール・ハイセン、扶桑社ミステリー） 1990
- 『笑って騙せ』（ジョージ・V・ヒギンズ、扶桑社ミステリー） 1990
- 『原潜、氷海に浮上す』（リチャード・ヘンリック、二見文庫） 1991
- 『スタークの真実』（ピーター・フリーボーン、早川書房） 1991
- 『ターミネーター2』（ランドル・フレイクス、二見文庫） 1991
- 『ルーキー』（トム・フィルビン、二見文庫） 1991
- 『急速潜航、北西へ』（リチャード・ヘンリック、二見文庫、第三次世界大戦シリーズ） 1992
- 『不運な夜』（ジム・シーニ、ハヤカワ文庫） 1992
- 『四番目のK』（マリオ・プーヅォ、早川書房） 1992
- 『黄金のUボート』（リチャード・ヘンリック、二見文庫、第三次世界大戦シリーズ） 1993
- 『ザ・リバー』（ヘンリー・D・ソロー、ダドリ・C・ラント編、宝島社） 1993
- 『テロリスト・ゲーム』（アラステア・マクニール、光文社文庫） 1993
- 『マリリン・モンロー最後の真実』（ドナルド・スポト、小沢瑞穂共訳、光文社） 1993
- 『さまよう魂 ラフカディオ・ハーンの遍歴』（ジョナサン・コット、文芸春秋） 1994
- 『パームビーチ探偵物語』（ローレンス・サンダーズ、早川書房） 1994
- 『ワンス・ウォリアーズ』（アラン・ダフ、文春文庫） 1995
- 『地下街の人びと』（ジャック・ケルアック、新潮文庫） 1997
- 『瓦礫の都市』（ジョン・フラートン、早川書房） 1999
- 『シリコンバレーを抜け駆けろ!』（ポー・ブロンソン、角川文庫） 1999
- 『マネー!マネー!マネー!』（ポー・ブロンソン、角川書店） 2000
- 『ナイト・ピープル』（バリー・ギフォード、文春文庫） 2000
- 『アライズ・アンド・ウォーク』（バリー・ギフォード、文春文庫）2001
- 『シンシナティ・キッド』（リチャード・ジェサップ、扶桑社ミステリー） 2001
- 『探偵ムーディ、営業中』（スティーヴ・オリヴァー、ハヤカワ・ミステリ文庫） 2001
- 『ベイビィ・キャット - フェイス』（バリー・ギフォード、文春文庫） 2001
- 『キスしたいのはおまえだけ』（マキシム・ジャクボウスキー、扶桑社ミステリー） 2002
- 『ギャンブルに人生を賭けた男たち』（マイケル・コニック、文春文庫） 2002
- 『探偵はいつも憂鬱』（スティーヴ・オリヴァー、ハヤカワ・ミステリ文庫） 2002
- 『バイク・ガールと野郎ども』（ダニエル・チャヴァリア、ハヤカワ・ミステリ文庫） 2002
- 『狼は天使の匂い』（デイヴィッド・グーディス、早川書房） 2003
- 『刑事マディガン』（リチャード・ドハティー、早川書房） 2003
- 『歴史にならなかった歴史』（ロジャー・ブランズ、文春文庫） 2003
- 『5分間エロティカ』（キャロル・クィーン編、扶桑社セレクト） 2004
- 『暗黒城の魔術師』（ハービー・ブレナン、フーゴ・ハル訳監修、創土社、グレイルクエスト） 2004
- 『カジノのイカサマ師たち』（リチャード・マーカス、文春文庫） 2004
- 『ピアニストを撃て』（デイヴィッド・グーディス、早川書房） 2004
- 『ポアロ登場』（アガサ・クリスティー、ハヤカワ文庫、クリスティー文庫） 2004
- 『ロデオ・ダンス・ナイト』（ジェイムズ・ハイム、ハヤカワ・ミステリ文庫） 2005
- 『殺人カジノのポーカー世界選手権』（ジェイムズ・マクマナス、文春文庫） 2006
- 『図書館員』（ラリー・バインハート、ハヤカワ・ミステリ文庫） 2007
- 『ハスラー』（ウォルター・テヴィス、扶桑社ミステリー） 2007
- 『秘められた欲望』（アルマ・マルソー、扶桑社） 2007
- 『チャーリー・ウィルソンズ・ウォー』（ジョージ・クライル、ハヤカワ文庫） 2008
- 『ブルー・ヘヴン』（C・J・ボックス、ハヤカワ・ミステリ文庫） 2008
- 『暗殺のジャムセッション』（ロス・トーマス、早川書房） 2009
- 『マジシャン殺人事件』（ピーター・G・エンゲルマン、扶桑社ミステリー） 2009
- 『さよならまでの三週間』（C・J・ボックス、ハヤカワ・ミステリ文庫） 2010
- 『ボディブロー』（マーク・ストレンジ、ハヤカワ・ミステリ文庫） 2010
- 『邪悪の家』（アガサ・クリスティー、ハヤカワ文庫、クリスティー文庫） 2011
- 『アルゴ』（アントニオ・メンデス、マット・バグリオ、ハヤカワ文庫）2012
- 『溝の中の月』（デイヴィッド・グーディス、ＨＭ出版）2024

### カルロス・カスタネダ関係
- 『呪術ドン・ファンの教え ヤキ族の知』（カルロス・カスタネダ、二見書房） 1972
- 『分離したリアリティー』（カスタネダ、二見書房） 1973
- 『呪師に成る イクストランへの旅』（カスタネダ、二見書房） 1974
- 『呪術の彼方へ 力の第二の環』（カスタネダ、二見書房）1978
- 『呪術と夢見 イーグルの贈り物』（カスタネダ、二見書房） 1982
- 『意識への回帰 内からの炎』（カスタネダ、二見書房） 1985
- 『沈黙の力 意識の処女地』（カスタネダ、二見書房） 1990
- 『夢見の技法 超意識への飛翔』（カスタネダ、二見書房） 1994

### ウィリアム・L・デアンドリア作品
- 『視聴率の殺人』（ウィリアム・L・デアンドリア、早川書房）1980、のち文庫
- 『ホッグ連続殺人』（デアンドリア、ハヤカワ・ミステリ文庫） 1981
- 『殺人オン・エア』（デアンドリア、ハヤカワ・ミステリ文庫）1983
- 『ピンク・エンジェル』（デアンドリア、ハヤカワ・ミステリ文庫） 1983
- 『五時の稲妻』（デアンドリア、ハヤカワ・ミステリ文庫） 1984
- 『殺人アイス・リンク』（デアンドリア、ハヤカワ・ミステリ文庫） 1985
- 『殺人ウェディング・ベル』（デアンドリア、ハヤカワ・ミステリ文庫） 1985
- 『クロノス計画』（デアンドリア、ハヤカワミステリ文庫） 1986
- 『スナーク狩り』（デアンドリア、ハヤカワ・ミステリ文庫） 1988

### 「宇宙戦士キール・ランダー」シリーズ
- 『黄金のサイボーグ 宇宙戦士キール・ランダー』（ダグラス・ヒル、ポプラ社、ポプラ社のSF冒険文庫） 1984
- 『恐怖の改造人間 宇宙戦士キール・ランダー』（ダグラス・ヒル、ポプラ社、ポプラ社のSF冒険文庫） 1984
- 『なぞの宇宙基地 宇宙戦士キール・ランダー』（ダグラス・ヒル、ポプラ社、ポプラ社のSF冒険文庫） 1984

### ジョン・サンドフォード作品
- 『ブラック・ナイフ』（ジョン・サンドフォード、早川書房） 1993
- 『消された眼』（ジョン・サンドフォード、早川書房） 1994
- 『獲物の眼』（ジョン・サンドフォード、早川書房、ハヤカワ・ミステリ文庫） 1996
- 『沈黙の獲物』（ジョン・サンドフォード、早川書房） 1996
- 『冬の獲物』（ジョン・サンドフォード、早川書房） 1996
- 『夜の獲物』（ジョン・サンドフォード、早川書房） 1996
- 『心の獲物』（ジョン・サンドフォード、早川書房） 1997
- 『一瞬の死角』（ジョン・サンドフォード、ハヤカワ・ミステリ文庫） 2000

### ベン・メズリック作品
- 『ラス・ヴェガスをブッつぶせ!』（ベン・メズリック、アスペクト） 2003
- 『東京ゴールド・ラッシュ』（ベン・メズリック、アスペクト） 2004
- 『カジノは奴らを逃がさない! ブラックジャックで巨万の冨を手に入れた若き秀才ギャンブラーたちの物語』（ベン・メズリック、アスペクト） 2006
- 『ザ・オイルマネー ドバイ原油先物取引所を創った新卒米国人青年の奮闘記』（ベン・メズリック、アスペクト） 2008